# Sammy Kibet Kipkorir

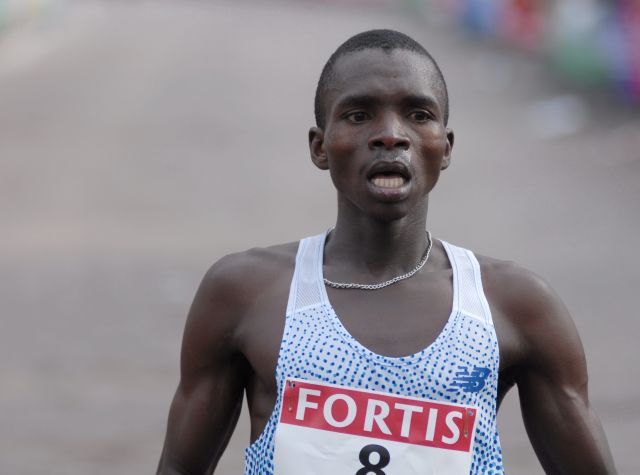
Sammy Kibet Kipkorir beim CPC Loop Den Haag 2008

Sammy Kibet Kipkorir (* 2. Februar 1982) ist ein kenianischer Marathonläufer.
2007 wurde er Vierter bei den 20 km von Paris und Zweiter beim Halbmarathonbewerb des Reims-Marathon. 2008 wurde er Dritter beim Halbmarathonbewerb des Marrakesch-Marathons, Siebter beim CPC Loop Den Haag, Zweiter beim Enschede-Marathon und Neunter beim Eindhoven-Marathon. Im Jahr darauf wurde er Dritter beim Marrakesch-Marathon und erneut Zweiter in Enschede.
2011 stellte er beim Warschau-Marathon mit 2:08:17 h einen Streckenrekord auf.

## Persönliche Bestzeiten
- 20-km-Straßenlauf: 58:10 min, 14. Oktober 2007, Paris
- Halbmarathon: 1:01:16 h, 21. Oktober 2007, Reims
- Marathon: 2:08:17 h, 25. September 201, Warschau